# Departamento Lago Argentino
Das Departamento Lago Argentino liegt im Südwesten der Provinz Santa Cruz im Süden Argentiniens und ist eine der sieben Verwaltungseinheiten in der Provinz. 
Es grenzt im Norden an das Departamento Río Chico, im Osten an das Departamento Corpen Aike, im Süden an das Departamento Güer Aike und im Westen an Chile.
Die Hauptstadt des Departamento Lago Argentino ist El Calafate.

## Bevölkerung

### Übersicht
Das Ergebnis der Volkszählung 2022 ist noch nicht bekannt. Bei der Volkszählung 2010 war das Geschlechterverhältnis mit 9.709 männlichen und 9.155 weiblichen Einwohnern eher ausgeglichen mit einem Männerüberhang.
Nach Altersgruppen verteilte sich die Einwohnerschaft auf 4.745 Personen (25,2 %) im Alter von 0 bis 14 Jahren, 13.288 Personen (70,4 %) im Alter von 15 bis 64 Jahren und 831 Personen (4,4 %) von 65 Jahren und mehr.

### Bevölkerungsentwicklung
Das Gebiet ist sehr dünn besiedelt. Die Bevölkerungszahl ist seit 1970 stetig gestiegen. Die Schätzungen des INDEC gehen von einer Bevölkerungszahl von 32.837 Einwohnern per 1. Juli 2022 aus.
| Jahr | 1947  | 1960  | 1970  | 1980  | 1991  | 2001  | 2010   | 2022    |
| Einwohner                                                                                                | 2.189 | 2.092 | 1.994 | 2.517 | 3.940 | 7.500 | 18.864 | k. Ang. |
| Bevölkerungsentwicklung des Departements seit 1947; Quelle: Ergebnisse der Volkszählungen in Argentinien |       |       |       |       |       |       |        |         |

## Städte und Gemeinden
Das Departamento besteht aus
- der Gemeinde/Stadt El Calafate
- der Landgemeinde El Chaltén
- der Landgemeinde Tres Lagos

ländlichen Siedlungen (Punta Bandera) sowie Weilern/Streusiedlungen (Campo Anita, Gendarme Barreto, La Ensenada und La Leona) und Landgütern (Estancias).

## Tourismus
Das Departamento verfügt über eine Reihe von Attraktionen, wie den Lago Argentino, den Lago Viedma, den Nationalpark Los Glaciares und den Berggipfel Fitz Roy. In der Regel werden sie von den beiden Orten El Calafate und El Chaltén besucht.